# Казаве
Казаве́ (фр. Cazavet) — коммуна во Франции, находится в регионе Юг — Пиренеи. Департамент коммуны — Арьеж. Входит в состав кантона Сен-Лизье. Округ коммуны — Сен-Жирон.
Код INSEE коммуны — 09091.

## Население
Население коммуны на 2008 год составляло 201 человек.
| 1962 | 1968 | 1975 | 1982 | 1990 | 1999 | 2008 |
| ---- | ---- | ---- | ---- | ---- | ---- | ---- |
| 211  | 240  | 199  | 181  | 185  | 181  | 201  |

## Экономика
В 2007 году среди 117 человек в трудоспособном возрасте (15—64 лет) 84 были экономически активными, 33 — неактивными (показатель активности — 71,8 %, в 1999 году было 75,2 %). Из 84 активных работали 76 человек (44 мужчины и 32 женщины), безработных было 8 (4 мужчины и 4 женщины). Среди 33 неактивных 4 человека были учениками или студентами, 21 — пенсионерами, 8 были неактивными по другим причинам.

## Достопримечательности
- Руины замка XII века, разрушенного во время революции
- Пещера Foulquier
- Пещера Haliou
- Провал Buhadero
- Лес Estelas